# Andy Linden
Andy Linden (ur. 5 kwietnia 1922 roku w Brownsville, zm. 10 lutego 1987 roku w Torrance) – amerykański kierowca wyścigowy.

## Kariera
W swojej karierze Linden startował jedynie w Stanach Zjednoczonych w AAA National Championship oraz USAC National Championship. W mistrzostwach AAA nigdy nie zwyciężał, jednak dwukrotnie stawał na podium. Podobnie w USAC National Championship, gdzie jednak w sezonie 1957 dwa miejsca na podium oraz wysokie pozycje w pozostałych wyścigach pozwoliły mu uzbierać łącznie 1130 punktów. Dało mu to szóste miejsce w klasyfikacji generalnej. W latach 1951-1957 Amerykanin startował w słynnym wyścigu Indianapolis 500 zaliczanym do klasyfikacji Formuły 1. Jego karierę przerwał wypadek w 1957 roku, kiedy to kawałek metalu rozciął jego kask, powodując poważne obrażenia. Do wyścigów już nie powrócił.

## Starty w Formule 1

### Tablica wyników
| Legenda oznaczeń w tabelach wyników Wyświetl szablon na nowej stronie | Legenda oznaczeń w tabelach wyników Wyświetl szablon na nowej stronie                                                                     |
| Oznaczenie                                                            | Wyjaśnienie |
| --------------------------------------------------------------------- | --- |
| Złoty                                                                 | Zwycięzca lub mistrzostwo |
| Srebrny                                                               | 2. miejsce lub wicemistrzostwo |
| Brązowy                                                               | 3. miejsce lub II wicemistrzostwo |
| Zielony                                                               | Ukończył, punktował (w klasyfikacji generalnej, gdy zdobył co najmniej jeden punkt na przestrzeni sezonu, poza trzema powyższymi opcjami) |
| Niebieski                                                             | Ukończył, nie punktował (w klasyfikacji generalnej, gdy nie zdobył co najmniej jednego punktu na przestrzeni sezonu)                      |
| Czerwony                                                              | Nie zakwalifikował się (NZ) |
| Czerwony                                                              | Nie prekwalifikował się (NPK) |
| Różowy                                                                | Nie ukończył (NU) |
| Różowy                                                                | Niesklasyfikowany (NS) (w klasyfikacji generalnej, gdy nie został sklasyfikowany w żadnym wyścigu sezonu)                                 |
| Czarny                                                                | Zdyskwalifikowany (DK) |
| Czarny                                                                | Wykluczony (WYK/EX) |
| Biały                                                                 | Nie wystartował (NW) |
| Biały                                                                 | Kontuzjowany (K/INJ) |
| Biały                                                                 | Wyścig odwołany (OD/C) |
| Bez koloru                                                            | Został wycofany (WYC/WD) |
| Bez koloru                                                            | Nie przybył (NP/DNA) |
| Bez koloru                                                            | Nie brał udziału w treningach (NT/DNP) |
| Bez koloru                                                            | Nie został zgłoszony (–) |
| Pogrubienie                                                           | Start z pole position |
| Kursywa                                                               | Najszybsze okrążenie wyścigu |
| †                                                                     | Nie ukończył, ale jego rezultat został zaliczony ze względu na przejechanie więcej niż 90% dystansu wyścigu.                              |
| *                                                                     | Sezon w trakcie |
| 1/2/3                                                                 | Punktowana pozycja w sprincie kwalifikacyjnym                                                                                             |
| Lista systemów punktacji Formuły 1                                    | |

| Rok  | Zespół                         | Silnik      | Wyniki w poszczególnych eliminacjach | Wyniki w poszczególnych eliminacjach | Wyniki w poszczególnych eliminacjach | Wyniki w poszczególnych eliminacjach | Wyniki w poszczególnych eliminacjach | Wyniki w poszczególnych eliminacjach | Wyniki w poszczególnych eliminacjach | Wyniki w poszczególnych eliminacjach | Wyniki w poszczególnych eliminacjach | Punkty | Pozycja |
| ---- | ------------------------------ | ----------- | ------------------------------------ | ------------------------------------ | ------------------------------------ | ------------------------------------ | ------------------------------------ | ------------------------------------ | ------------------------------------ | ------------------------------------ | ------------------------------------ | ------ | ------- |
| 1951 | Sherman                        | Offenhauser | CHE                                  | 500                                  | BEL                                  | FRA                                  | GBR                                  | DEU                                  | ITA                                  | ESP                                  |                                      | 3      | 14      |
| 1951 | Sherman                        | Offenhauser | 4                                    |                                      |                                      |                                      |                                      |                                      |                                      |                                      |                                      | 3      | 14      |
| 1952 | Kurtis Kraft                   | Offenhauser | CHE                                  | 500                                  | BEL                                  | FRA                                  | GBR                                  | DEU                                  | NLD                                  | ITA                                  |                                      | 0      | NS      |
| 1952 | Kurtis Kraft                   | Offenhauser | NU                                   |                                      |                                      |                                      |                                      |                                      |                                      |                                      |                                      | 0      | NS      |
| 1953 | Kurtis Kraft Stevens           | Offenhauser | ARG                                  | 500                                  | NLD                                  | BEL                                  | FRA                                  | GBR                                  | DEU                                  | CHE                                  | ITA                                  | 0      | NS      |
| 1953 | Kurtis Kraft Stevens           | Offenhauser | NU/NU/NU                             |                                      |                                      |                                      |                                      |                                      |                                      |                                      |                                      | 0      | NS      |
| 1954 | Kurtis Kraft Nichels Schroeder | Offenhauser | ARG                                  | 500                                  | BEL                                  | FRA                                  | GBR                                  | DEU                                  | CHE                                  | ITA                                  | ESP                                  | 0      | 72      |
| 1954 | Kurtis Kraft Nichels Schroeder | Offenhauser | 11/NU/NU                             |                                      |                                      |                                      |                                      |                                      |                                      |                                      |                                      | 0      | 72      |
| 1955 | Kurtis Kraft                   | Offenhauser | ARG                                  | MON                                  | 500                                  | BEL                                  | NLD                                  | GBR                                  | ITA                                  |                                      |                                      | 0      | 29      |
| 1955 | Kurtis Kraft                   | Offenhauser | 6                                    |                                      |                                      |                                      |                                      |                                      |                                      |                                      |                                      | 0      | 29      |
| 1956 | Kurtis Kraft                   | Offenhauser | ARG                                  | MON                                  | 500                                  | BEL                                  | FRA                                  | GBR                                  | DEU                                  | ITA                                  |                                      | 0      | NS      |
| 1956 | Kurtis Kraft                   | Offenhauser | NU                                   |                                      |                                      |                                      |                                      |                                      |                                      |                                      |                                      | 0      | NS      |
| 1957 | Kurtis Kraft                   | Offenhauser | ARG                                  | MON                                  | 500                                  | FRA                                  | GBR                                  | DEU                                  | PES                                  | ITA                                  |                                      | 2      | 19      |
| 1957 | Kurtis Kraft                   | Offenhauser | 5                                    |                                      |                                      |                                      |                                      |                                      |                                      |                                      |                                      | 2      | 19      |

### Podsumowanie startów
| Ważne wyścigi     | Ważne wyścigi              |
| ----------------- | -------------------------- |
| Debiut            | Indianapolis 500 1951 (#1) |
| Pierwsze punkty   | Indianapolis 500 1951 (#1) |
| Ostatni           | Indianapolis 500 1957 (#7) |
| Najwyższe pozycje |                            |
| Kwalifikacje      | 2 ( Indianapolis 500 1952) |
| Wyścig            | 4 ( Indianapolis 500 1951) |